# الألولا

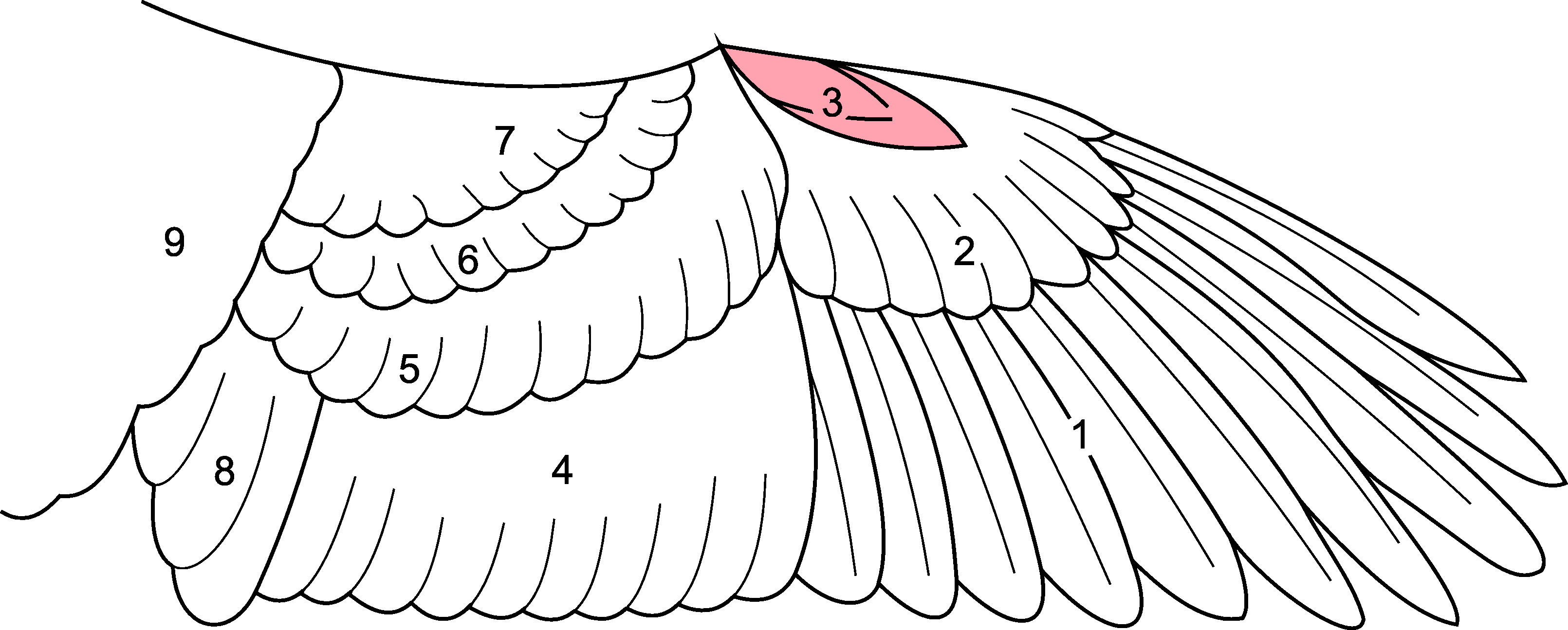
موقع الألولا على جناح الطائر

الألولا /ˈæljʊlə/، أو الجناح الزائف, (الجمع الألوليات) هو بروز صغير على الحافة الأمامية للجناح لدى الطيور الحديثة وبعض الديناصورات غير الطائرة. الكلمة لاتينية وتعني "جناح صغير"؛ إنها صيغة مصغرة من ala، معناها "جناح". الألولا هو الإصبع الأول القابل للحركة بحرية، إبهام الطائر، وعادة ما يحمل ثلاثة إلى خمسة أريجات طائر صغيرة، والعدد الدقيق يعتمد على النوع. هناك أيضًا ريش أخف صغير يغطي أريجات الطيران. مثل الأريجات الألولا (الولي) الموجودة على حافة الجناح ليست متناظرة، حيث يكون العمود الفقري للأريجات أقرب إلى الحافة الأمامية للجناح.

## الوظيفة

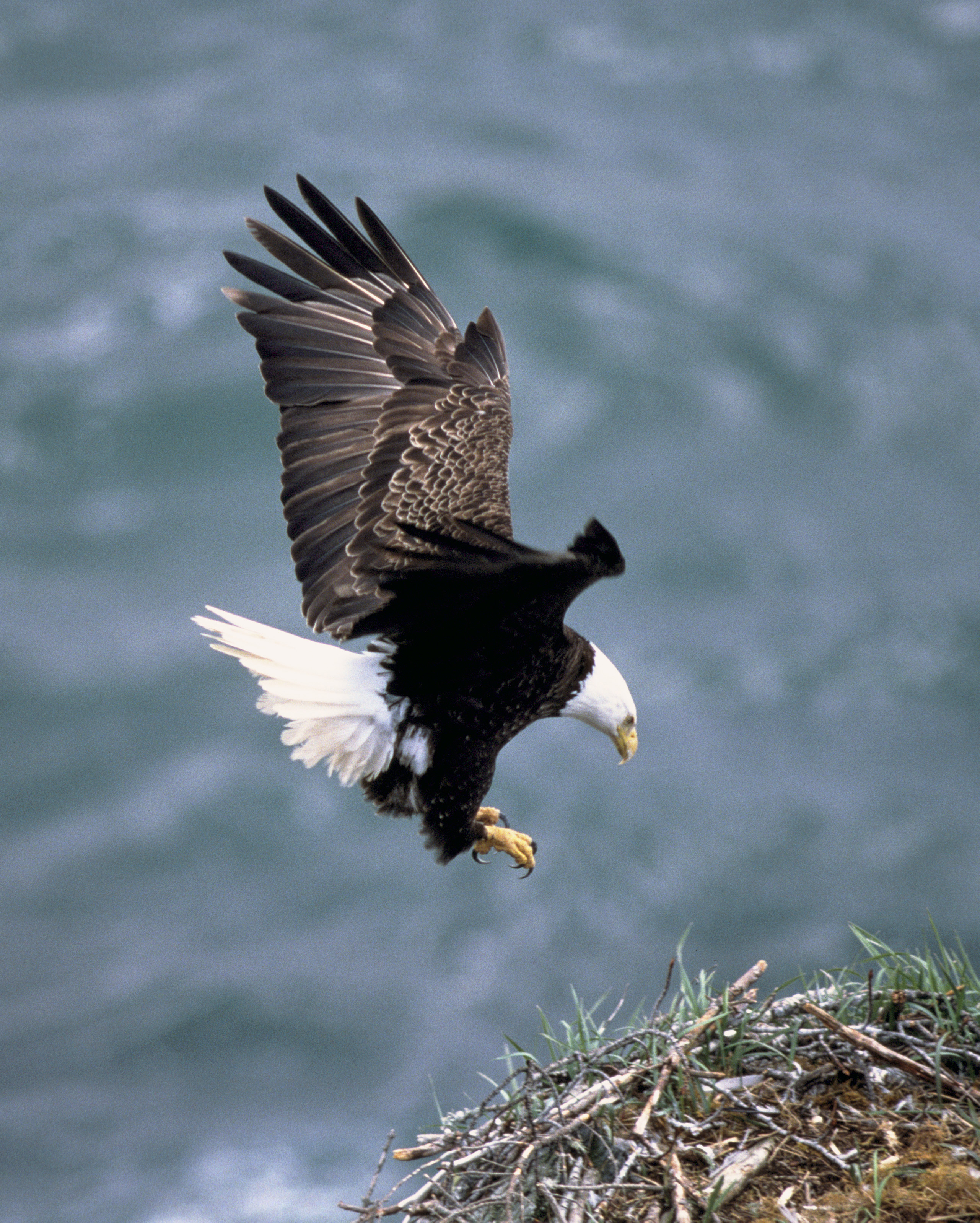
طائر نسر أبيض أمريكي البالغ يهبط، مظهراً الألولا في العمل

عادةً ما يتم الاحتفاظ بالألولا بشكل مسطح مضغوط ضد الجناح، ولكن بالإمكان التحكم في حركتها وتحريكها. عند الطيران بسرعات بطيئة أو أثناء الهبوط، يقوم الطائر بتحريك الألولا قليلاً نحو الأعلى والأمام، مما يخلق فتحة صغيرة على الحافة الأمامية للجناح. تعمل هذه العملية بنفس الطريقة كالفتحات الموجودة على الحافة الأمامية للجناح في الطائرات، مما يسمح للجناح بتحقيق زاوية هجوم أعلى من المعتاد - وبالتالي الرفعة - دون أن يؤدي ذلك إلى الطيف. يشكل طرف الألولا إعصارًا صغيرًا، يعمل بشكل مشابه لمولد الدوامة، مما يجبر تدفق الهواء على الجناح ليتماسك عليه بشكل أفضل. أثناء تمدد الجناح نحو الأسفل نحو الأرض، يتم تحريك الألولا بعيداً عن الجناح ويمكن رؤيته بوضوح.
يكون الألولا أكثر بروزًا، في الصقور، ويوفر درجة من التحكم عندما يتم طي الجناح أو تجميعه في غوصة سريعة. تكون الألوليات ملحوظة بشكل خاص في الصقر الحدأة. [بحاجة لمصدر]

## في الطيور القديمة
تم تأكيد وجود الألولا في عدة أقارب قديمة متوطنة الآن منقرضة للطيور الحديثة, بما في ذلك إيوالولافيس هوياسي (من طيور نقيضة من منتصف العصر الطباشيري, 115 سنة ق.م) وبروتوبتيريكس فنغنينجينسيس الأقدم. نظرًا لأن هذه الأنواع غير مرتبطة بشكل وثيق بالطيور الحديثة, إما أن الألولا قد تطور مرتين, أو أنه حدث ذلك منذ أكثر من 130 مليون سنة.

## الاستشهادات
1. ↑  Ehrlich et al. 1994، صفحة 219
2. ↑  مختبر السلوك البيئي وتطوره في جامعة سيول الوطنية (5 يونيو 2015). "الدوامة الصغيرة على الجناح تجعل أناقة الطيران للطيور". مؤرشف من الأصل في 2015-06-06. اطلع عليه بتاريخ 2015-06-05.
3. ↑  Sanz et al. 1996
4. ↑  Zhang & Zhou 2000